# Miarrã jezik
Miarrã jezik (ISO 639-3: xmi; povučen), ime jeziku kojim su govorili Miarrã Indijanci s parka Xingú u brazilskoj državi Mato Grosso. 
Jezik je ostao neklasificiran, a njegov identifikator [xmi] povučen je iz upotrebe s obrazloženjem da je nepostojeći.

## Vanjske poveznice
- Ethnologue (14th)
- Ethnologue (15th)